# Ельцы (Киржачский район)
Ельцы́ — деревня в Киржачском районе Владимирской области России. Входит в состав Горкинского сельского поселения.

## История
По данным на 1860 год сельцо принадлежало Владимиру Семёновичу и Варваре Ивановне Требиповым.
В конце XIX века входила в состав Лукьянцевской волости Покровского уезда Владимирской губернии.

## Население
| 1859 | 1905 | 1926 | 2002 | 2010 | 2021 |
| ---- | ---- | ---- | ---- | ---- | ---- |
| 189  | ↗260 | ↘214 | ↗517 | ↗589 | ↘483 |

## Социальная сфера
В деревне находится центр защиты материнства с благотворительным приютом «Мамин домик» для беременных девочек и молодых мам-выпускниц детских домов и социальных сирот.

## Достопримечательности
- Церковь Покрова Пресвятой Богородицы в Ельцах впервые упоминается в патриарших окладных книгах в 1628 году. Существующее здание построено в 1748 году.

## Уроженцы
- Рощин, Александр Иосифович — родился в Ельцах в 1911 году, Герой Советского Союза.